# Veldrijden in het seizoen 2015-2016
Het veldritseizoen 2015-2016 begon op 30 augustus 2015 met de QianSen Trophy Cyclocross in Beijing, China en eindigde op 21 februari 2016 met de Internationale Sluitingsprijs in Oostmalle, België. De drie regelmatigheidscriteriums waaraan (bijna altijd) de gehele wereldtop meedeed waren de wereldbeker, Superprestige (met manches in Nederland en België) en bpost bank trofee (met manches in België). Andere belangrijke lokale klassementen waren de TOI TOI Cup (Tsjechië), National Trophy Series (Verenigd Koninkrijk), EKZ CrossTour (Zwitserland) en de Coupe de France de cyclo-cross (Frankrijk).
Voor het eerst stond ook het Europees kampioenschap op het programma voor de mannen elite, deze werd verreden op 7 november 2015 in het Nederlandse Huijbergen. De nationale kampioenschappen vinden plaats op 10 januari 2016 (voor Nederland in Hellendoorn en voor België in Lille) en het wereldkampioenschap op 31 januari 2016 in Heusden-Zolder, België. Het veldritseizoen 2015-2016 was het laatste seizoen van Belgisch tweevoudig wereldkampioen Sven Nys, die een recordaantal van 292 veldritten won. 

## UCI ranking
De UCI ranking werd opgemaakt aan de hand van de resultaten van het afgelopen jaar. Bij elke nieuwe ranking werden de punten behaald sinds de vorige ranking erbij geteld en de punten die waren behaald tot dezelfde datum het jaar ervoor eraf gehaald. Het aantal punten dat gewonnen kon worden bij elke wedstrijd was afhankelijk van de wedstrijdcategorie. De startvolgorde in alle wedstrijden was afhankelijk van deze ranking: hoe hoger op de ranking, hoe verder vooraan de renner mocht starten.
De beste vijftig renners in de ranking waren startgerechtigd in de Wereldbeker, alle landen die minder dan acht startgerechtigde renners hadden, mochten hun team aanvullen tot acht renners.

### Eindstanden
De landenrankings per categorie werden opgemaakt door optelling van de punten die behaald werden door de eerste drie geklasseerde renners van elk land. In het geval dat landen gelijk stonden in de stand, was de plaats van hun beste renner in de individuele stand beslissend.
| Plaats | Naam                   | Punten |
| ------ | ---------------------- | ------ |
| 1      | Wout van Aert          | 2.388  |
| 2      | Mathieu van der Poel   | 1.800  |
| 3      | Kevin Pauwels          | 1.796  |
| 4      | Lars van der Haar      | 1.784  |
| 5      | Sven Nys               | 1.634  |
| 6      | Tom Meeusen            | 1.258  |
| 7      | Laurens Sweeck         | 1.170  |
| 8      | Jeremy Powers          | 1.094  |
| 9      | Clément Venturini      | 1.086  |
| 10     | Michael Vanthourenhout | 946    |

| Plaats | Naam              | Punten |
| ------ | ----------------- | ------ |
| 1      | Sanne Cant        | 2.162  |
| 2      | Caroline Mani     | 1.540  |
| 3      | Nikki Brammeier   | 1.535  |
| 4      | Eva Lechner       | 1.520  |
| 5      | Pavla Havlíková   | 1.430  |
| 6      | Katherine Compton | 1.408  |
| 7      | Ellen Van Loy     | 1.363  |
| 8      | Sophie De Boer    | 1.285  |
| 9      | Helen Wyman       | 1.248  |
| 10     | Kaitlin Antonneau | 1.190  |

Ranking per aan het einde van het seizoen.

## Kalender
De wereldbeker wordt weergegeven in vetgedrukte tekst, de belangrijkste regelmatigheidscriteriums in cursief gedrukte tekst.
Voor de wedstrijdcategorieën, zie UCI-wedstrijdcategorieën.

### Augustus
| Datum | Cross                                                   | Cat. | Winnaar mannen | Winnaar vrouwen      |
| ----- | ------------------------------------------------------- | ---- | -------------- | -------------------- |
| 30    | QianSen Trophy Cyclocross #1 - Yanqing Station, Beijing | C1   | Wietse Bosmans | Katrina Jaunslaviete |

### September
| Datum | Cross                                                     | Cat. | Winnaar mannen        | Winnaar vrouwen      |
| ----- | --------------------------------------------------------- | ---- | --------------------- | -------------------- |
| 2     | QianSen Trophy Cyclocross #2 - Qiongzhong Station, Hainan | C1   | Wietse Bosmans        | Asa Maria Erlandsson |
| 5     | Ellison Park CX Festival #1, Rochester                    | C1   | Jeremy Powers         | Kaitlin Antonneau    |
| 6     | Ellison Park CX Festival #2, Rochester                    | C2   | Vincent Baestaens     | Meredith Miller      |
| 12    | Nittany Lion Cross #1, Breinigsville                      | C2   | Wietse Bosmans        | Amanda Miller        |
| 13    | Nittany Lion Cross #2, Breinigsville                      | C2   | Wietse Bosmans        | Amanda Miller        |
| 13    | Supercross Baden (EKZ CrossTour), Baden                   | C1   | Laurens Sweeck        | Eva Lechner          |
| 16    | Cross Vegas (Wereldbeker), Las Vegas                      | CDM  | Wout van Aert         | Kateřina Nash        |
| 26    | Grote Prijs Neerpelt (SOUDAL), Neerpelt                   | C2   | Wout van Aert         | Sanne van Paassen    |
| 26    | GP of Gloucester #1, Gloucester                           | C2   | Jeremy Powers         | Caroline Mani        |
| 27    | Radcross Illnau, Illnau-Effretikon                        | C2   | Dieter Vanthourenhout | Hanka Kupfernagel    |
| 27    | GP of Gloucester #2, Gloucester                           | C2   | Jeremy Powers         | Katie Compton        |
| 27    | Steenbergcross, Erpe-Mere                                 | C2   | Wout van Aert         |                      |
| 28    | Cyclocross Slaný (TOI TOI Cup), Slaný                     | C1   | Marcel Meisen         | Pavla Havlíková      |

### Oktober
| Datum | Cross                                                 | Cat. | Winnaar mannen        | Winnaar vrouwen      |
| ----- | ----------------------------------------------------- | ---- | --------------------- | -------------------- |
| 3     | Cyclocross Hlinsko (TOI TOI Cup), Hlinsko             | C2   | Tomáš Paprstka        | Pavla Havlíková      |
| 3     | KMC Cyclo-Cross Festival #1, Providence               | C1   | Jeremy Powers         | Katerina Nash        |
| 4     | Kronborg UCI Cyclocross Event, Helsingor              | C2   | Jens Vandekinderen    | Asa Maria Erlandsson |
| 4     | Cyclocross Dielsdorf (EKZ CrossTour), Dielsdorf       | C1   | Clément Venturini     | Pavla Havlíková      |
| 4     | Cyclocross Gieten (Superprestige), Gieten             | C1   | Wout van Aert         | Sanne Cant           |
| 4     | KMC Cyclo-Cross Festival #2, Providence               | C2   | Stephen Hyde          | Katerina Nash        |
| 10    | Cyclocross Milovice (TOI TOI Cup), Milovice           | C2   | Tomáš Paprstka        | Nikola Nosková       |
| 10    | Trek CXC Cup #1, Waterloo                             | C1   | Jeremy Powers         | Kaitlin Antonneau    |
| 10    | Charm City Cross #1, Baltimore                        | C2   | Curtis White          | Emma White           |
| 11    | Cyclocross Albi (Coupe de France), Albi               | C1   | Clément Venturini     | Hélène Clauzel       |
| 11    | Trek CXC Cup #2, Waterloo                             | C2   | Stephen Hyde          | Crystal Anthony      |
| 11    | Charm City Cross #2, Baltimore                        | C2   | Curtis White          | Emma White           |
| 11    | GP-5-Sterne-Region, Beromünster                       | C2   | Sascha Weber          | Alice Maria Arzuffi  |
| 11    | Cyclocross Southampton (National Trophy), Southampton | C2   | Ian Field             | Hannah Payton        |
| 11    | GP Mario De Clercq (bpost), Ronse                     | C1   | Wout van Aert         | Pavla Havlíková      |
| 11    | Cyclo-cross International Podbrezova, Podbrezová      | C2   | Tomáš Paprstka        |                      |
| 15    | Kermiscross, Ardooie                                  | C2   | Tom Meeusen           | Thalita de Jong      |
| 17    | HPCX #1, Jamesburg                                    | C2   | Cameron Dodge         | Cassandra Maximenko  |
| 17    | US Open of Cyclocross #1, Boulder City                | C2   | Jamey Driscoll        | Caroline Mani        |
| 18    | HPCX #2, Jamesburg                                    | C2   | Jens Vandekinderen    | Cassandra Maximenko  |
| 18    | US Open of Cyclocross #2, Boulder City                | C2   | Daniel Summerhill     | Georgia Gould        |
| 18    | Cauberg Cyclocross (Wereldbeker), Valkenburg          | CDM  | Lars van der Haar     | Eva Lechner          |
| 20    | Nacht van Woerden, Woerden                            | C2   | Lars van der Haar     | Pavla Havlíková      |
| 24    | DCCX #1, Washington DC                                | C2   | Cameron Dodge         | Cassandra Maximenko  |
| 25    | XXIII Cyclo-cross de Karrantza, Karrantza             | C2   | Aitor Hernández       | Lucía González       |
| 25    | 54. Internationales Radquer Steinmaur, Steinmaur      | C2   | Clément Venturini     | Hanka Kupfernagel    |
| 25    | Giro d'Italia Cross #1, Fiuggi                        | C2   | Gioele Bertolini      | Alice Maria Arzuffi  |
| 25    | Manitoba Grand Prix of Cyclocross, Winnipeg           | C2   | Jeremy Durrin         | Maghalie Rochette    |
| 25    | Stockholm Cyclo Cross, Stockholm                      | C2   | Calle Friberg         | Jenny Rissveds       |
| 25    | Cyclocross Derby (National Trophy), Derby             | C2   | Ian Field             | Hannah Payton        |
| 25    | Grand-Prix de la Commune de Contern, Contern          | C2   | Dieter Vanthourenhout | Thalita de Jong      |
| 25    | Cyclocross Zonhoven (Superprestige), Zonhoven         | C1   | Wout van Aert         | Sanne Cant           |
| 25    | DCCX #2, Washington DC                                | C2   | Cameron Dodge         | Cassandra Maximenko  |
| 28    | Cyclocross Tábor (TOI TOI Cup), Tábor                 | C1   | David van der Poel    | Pavla Havlíková      |
| 31    | Cyclocross Louny (TOI TOI Cup), Louny                 | C2   | Radomír Šimůnek       | Jana Czeczinkarová   |
| 31    | Niels Albert CX, Boom                                 | C2   | Lars van der Haar     | Ellen Van Loy        |
| 31    | Cincy3 - Kings CX After Dark, Mason                   | C1   | Jeremy Powers         | Katherine Compton    |

### November
| Datum | Cross                                                     | Cat. | Winnaar mannen        | Winnaar vrouwen      |
| ----- | --------------------------------------------------------- | ---- | --------------------- | -------------------- |
| 1     | TOHOKU CX Project Inawashiro Round, Inawashiro            | C2   | Hikaru Kosaka         | Eri Yonamine         |
| 1     | Pan-Amerikaans kampioenschap, Covington                   | CC   | Jeremy Powers         | Katherine Compton    |
| 1     | Giro d'Italia Cross #2, Livorno                           | C2   | Cristian Cominelli    | Chiara Teocchi       |
| 1     | Cyclocross Hittnau (EKZ CrossTour), Hittnau               | C1   | David van der Poel    | Pavla Havlíková      |
| 1     | Koppenbergcross (bpost), Oudenaarde                       | C1   | Wout van Aert         | Jolien Verschueren   |
| 1     | Cyclo-cross international de Marle, Marle                 | C2   | Clément Venturini     | Joyce Vanderbeken    |
| 7     | Europees kampioenschap, Huijbergen                        | CC   | Lars van der Haar     | Sanne Cant           |
| 7     | The Derby City Cup #1, Louisville                         | C1   | Stephen Hyde          | Katherine Compton    |
| 7     | The Cycle-Smart International #1, Northampton             | C2   | Michael van den Ham   | Emma White           |
| 8     | The Derby City Cup #2, Louisville                         | C2   | Stephen Hyde          | Katherine Compton    |
| 8     | Cyclocross Durham (National Trophy), Durham               | C2   | Ian Field             | Bethany Crumpton     |
| 8     | GGEW City Cross Cup, Lorsch                               | C2   | Dieter Vanthourenhout | Pavla Havlíková      |
| 8     | Cyclocross Ruddervoorde (Superprestige), Ruddervoorde     | C1   | Kevin Pauwels         | Sanne Cant           |
| 8     | The Cycle-Smart International #2, Northampton             | C2   | Raphael Gagne         | Emma White           |
| 11    | Jaarmarktcross Niel (SOUDAL), Niel                        | C2   | Kevin Pauwels         | Sanne Cant           |
| 14    | Cyclocross Hole Vrchy (TOI TOI Cup), Hole Vrchy           | C2   | Tomáš Paprstka        | Nikola Nosková       |
| 14    | The Subaru Cyclo Cup #1, Lakewood                         | C2   | Logan Owen            | Kateřina Nash        |
| 15    | Flückiger Cross Madiswil, Madiswil                        | C2   | Sascha Weber          | Jolanda Neff         |
| 15    | Cyclocross Asper-Gavere (Superprestige), Gavere           | C1   | Wout van Aert         | Sanne Cant           |
| 15    | Int. Radquerfeldein GP Lambach/Stadl-Paura, Stadl-Paura   | C2   | Martin Haring         | Nadja Heigl          |
| 15    | Cyclocross Quelneuc (Coupe de France), Quelneuc           | C1   | Clément Venturini     | Maëlle Grossetête    |
| 15    | Ciclocross Città di Schio, Schio                          | C2   | Gioele Bertolini      | Alice Maria Arzuffi  |
| 15    | The Subaru Cyclo Cup #2, Lakewood                         | C2   | Logan Owen            | Kateřina Nash        |
| 15    | Gran Premi del Valles, Les Franqueses del Vallès          | C2   | Felipe Orts           | Aida Nuño            |
| 17    | Cyclocross Unicov (TOI TOI Cup), Unicov                   | C2   | Marcel Meisen         | Pavla Havlíková      |
| 21    | GP van Hasselt (SOUDAL), Hasselt                          | C1   | Sven Nys              | Sanne Cant           |
| 21    | CXLA Weekend #1, Los Angeles                              | C2   | Jamey Driscoll        | Kateřina Nash        |
| 21    | Cyclo-cross International de Pierric, Pierric             | C2   | Clément Venturini     | Joyce Vanderbeken    |
| 21    | Supercross Cup #1, Stony Point                            | C2   | Cameron Dodge         | Crystal Anthony      |
| 22    | Supercross Cup #2, Stony Point                            | C2   | Cameron Dodge         | Crystal Anthony      |
| 22    | CXLA Weekend #2, Los Angeles                              | C2   | James Driscoll        | Kateřina Nash        |
| 22    | Duinencross (Wereldbeker), Koksijde                       | CDM  | Sven Nys              | Sanne Cant           |
| 22    | Val d'Ille Intermarché Cyclo-cross Tour, La Mézière       | C2   | Clément Venturini     | Joyce Vanderbeken    |
| 22    | KANSAI Cyclo Cross MAKINO Round, Takashima                | C2   | Ben Berden            | Eri Yonamine         |
| 28    | Rapha Nobeyama Supercross #1, Minamimaki                  | C2   | Yu Takenouchi         | Lisa Jacobs          |
| 29    | Rapha Nobeyama Supercross #2, Minamimaki                  | C2   | Zach McDonald         | Lisa Jacobs          |
| 29    | International Cyclocross Selle SMP, Brugherio             | C2   | Cristian Cominelli    | Chiara Teocchi       |
| 29    | Flandriencross (bpost), Hamme                             | C1   | Wout van Aert         | Helen Wyman          |
| 29    | Tage des Querfeldeinsports (Day of Cyclocross), Ternitz   | C2   | Ondrej Glajza         | Janka Keseg Števková |
| 29    | XXII Przełajowy Wyscig Kolarski "BRYKSY CROSS", Gosciecin | C2   | Lubomír Petruš        | Olga Wasiuk          |

### December
| Datum | Cross                                                   | Cat. | Winnaar mannen        | Winnaar vrouwen     |
| ----- | ------------------------------------------------------- | ---- | --------------------- | ------------------- |
| 4     | Jingle Cross #1, Iowa City                              | C2   | Jonathan Page         | Caroline Mani       |
| 5     | GP Rouwmoer (bpost), Essen                              | C1   | Wout van Aert         | Sanne Cant          |
| 5     | Jingle Cross #2, Iowa City                              | C1   | Jeremy Powers         | Kateřina Nash       |
| 5     | Ruts N Guts #1, Broken Arrow                            | C2   | Tristan Uhl           | Amanda Nauman       |
| 5     | NBX Gran Prix of Cross #1, Warwick                      | C2   | Jeremy Martin         | Ellen Noble         |
| 5     | GGEW Grand Prix, Bensheim                               | C2   | Toon Aerts            | Jessica Lambracht   |
| 6     | Druivencross, Overijse                                  | C2   | Mathieu van der Poel  | Jolien Verschueren  |
| 6     | Ruts N Guts #2, Broken Arrow                            | C2   | Tristan Uhl           | Amanda Nauman       |
| 6     | Cyclocross International Sion-Valais, Sion              | C2   | Lukas Flückiger       | Lise-Marie Henzelin |
| 6     | NBX Gran Prix of Cross #2, Warwick                      | C2   | Anthony Clark         | Emma White          |
| 6     | Jingle Cross #3, Iowa City                              | C1   | Jamey Driscoll        | Kateřina Nash       |
| 6     | Giro d'Italia Cross #3, Asolo                           | C2   | Gioele Bertolini      | Eva Lechner         |
| 8     | Ciclocross del Ponte, Treviso                           | C2   | Marcel Meisen         | Chiara Teocchi      |
| 12    | Cyclocross Mladá Boleslav (TOI TOI Cup), Mladá Boleslav | C2   | Radomír Šimůnek       | Pavla Havlíková     |
| 12    | Zilvermeercross, Mol                                    | C2   | Wout van Aert         | Jolien Verschueren  |
| 12    | Resolution 'Cross Cup #1, Dallas                        | C2   | Jamey Driscoll        | Courtenay McFadden  |
| 12    | North Carolina Grand Prix - Race #1, Hendersonville     | C2   | Daniel Summerhill     | Crystal Anthony     |
| 13    | Giro d'Italia Cross #4, Montalto di Castro              | C2   | Cristian Cominelli    | Chiara Teocchi      |
| 13    | Cyclocross Bradford (National Trophy), Bradford         | C2   | Ian Field             | Evie Richards       |
| 13    | GP Région Wallonne (Superprestige), Spa-Francorchamps   | C1   | Wout van Aert         | Helen Wyman         |
| 13    | Cyclocross Eschenbach (EKZ CrossTour), Eschenbach       | C1   | Marcel Wildhaber      | Pavla Havlíková     |
| 13    | North Carolina Grand Prix - Race #2, Hendersonville     | C2   | Daniel Summerhill     | Crystal Anthony     |
| 13    | Cyclo-Cross Internacional Ciudad de Valencia, Valencia  | C2   | Felipe Orts           | Aida Nuño           |
| 13    | Resolution 'Cross Cup #2, Dallas                        | C2   | Jamey Driscoll        | Amanda Nauman       |
| 19    | Scheldecross (bpost), Antwerpen                         | C1   | Wout van Aert         | Sanne Cant          |
| 19    | Highlander 'Cross Cup #1, Waco                          | C2   | Jamey Driscoll        | Amanda Nauman       |
| 20    | Citadelcross (Wereldbeker / SOUDAL), Namen              | CDM  | Mathieu van der Poel  | Nikki Harris        |
| 20    | Highlander 'Cross Cup #2, Waco                          | C2   | Jamey Driscoll        | Amanda Nauman       |
| 26    | Crossrace GP Luzern, Pfaffnau                           | C2   | Florian Vogel         | Sabine Spitz        |
| 26    | GP Eric De Vlaeminck (Wereldbeker), Heusden-Zolder      | CDM  | Mathieu van der Poel  | Sanne Cant          |
| 27    | Cyclocross Diegem (Superprestige), Diegem               | C1   | Mathieu van der Poel  | Ellen Van Loy       |
| 29    | Azencross (bpost), Loenhout                             | C1   | Tom Meeusen           | Sanne Cant          |
| 30    | Cyclocross Flamanville (Coupe de France), Flamanville   | C1   | Clément Venturini     | Caroline Mani       |
| 30    | Versluys Cyclocross, Bredene                            | C2   | Dieter Vanthourenhout | Thalita de Jong     |

### Januari
| Datum | Cross                                                           | Cat. | Winnaar mannen       | Winnaar vrouwen      |
| ----- | --------------------------------------------------------------- | ---- | -------------------- | -------------------- |
| 1     | GP Sven Nys (bpost), Baal                                       | C1   | Wout van Aert        | Sanne Cant           |
| 1     | Grand-Prix Hotel Threeland, Pétange                             | C2   | Marcel Meisen        | Thalita de Jong      |
| 2     | Centrumcross, Surhuisterveen                                    | C2   | Corné van Kessel     | Anna van der Breggen |
| 2     | Kingsport Cyclo-cross Cup, Kingsport                            | C2   | Jeremy Powers        | Amanda Miller        |
| 2     | Cyclocross Meilen (EKZ CrossTour), Meilen                       | C1   | Francis Mourey       | Eva Lechner          |
| 3     | Cyclocross Leuven (SOUDAL), Leuven                              | C1   | Toon Aerts           | Sophie de Boer       |
| 6     | Giro d'Italia Cross #5, Rome                                    | C2   | Gioele Bertolini     | Alice Maria Arzuffi  |
| 6     | Challenge Cyclo-cross race powered by Centurion, Albstadt       | C2   | Sascha Weber         | Stefanie Paul        |
| 10    | Belgisch kampioenschap, Lille                                   | CN   | Wout van Aert        | Sanne Cant           |
| 10    | Nederlands kampioenschap, Hellendoorn                           | CN   | Mathieu van der Poel | Thalita de Jong      |
| 11    | Cyclocross Otegem, Otegem                                       | C2   | Mathieu van der Poel | Jolien Verschueren   |
| 16    | Kasteelcross Zonnebeke, Zonnebeke                               | C2   | Mathieu van der Poel | Jolien Verschueren   |
| 17    | Cyclocross Lignières-en-Berry (Wereldbeker), Lignières-en-Berry | CDM  | Mathieu van der Poel | Sanne Cant           |
| 17    | Grand Prix Möbel Alvisse, Leudelange                            | C2   | Joeri Adams          | Inge van der Heijden |
| 23    | International Cyclocross Rucphen, Rucphen                       | C2   | Tom Meeusen          | Helen Wyman          |
| 24    | Cyclo-cross du Mingant, Lanarvily                               | C2   | Joeri Adams          | Maëva Calvez         |
| 24    | GP Adrie van der Poel (Wereldbeker), Hoogerheide                | CDM  | Mathieu van der Poel | Sophie de Boer       |
| 31    | Wereldkampioenschappen, Heusden-Zolder                          | CM   | Wout van Aert        | Thalita de Jong      |

### Februari
| Datum | Cross                                               | Cat. | Winnaar mannen         | Winnaar vrouwen |
| ----- | --------------------------------------------------- | ---- | ---------------------- | --------------- |
| 3     | Parkcross, Maldegem                                 | C2   | Michael Vanthourenhout | Sanne Cant      |
| 6     | Waaslandcross (bpost), Sint-Niklaas                 | C1   | Laurens Sweeck         | Thalita de Jong |
| 7     | Vlaamse Aardbeiencross (Superprestige), Hoogstraten | C1   | Mathieu van der Poel   | Sanne Cant      |
| 13    | Noordzeecross (Superprestige), Middelkerke          | C1   | Mathieu van der Poel   | Sanne Cant      |
| 14    | Grote Prijs Stad Eeklo, Eeklo                       | C2   | Wout van Aert          | Sanne Cant      |
| 21    | Internationale Sluitingsprijs, Oostmalle            | C1   | Kevin Pauwels          | Sanne Cant      |
| 24    | Cyclocross Masters (SOUDAL), Waregem                | –    | Sven Nys               |                 |

## Kampioenen
| Land                                 | Datum             | Winnaar mannen           | Winnaar vrouwen      |
| ------------------------------------ | ----------------- | ------------------------ | -------------------- |
| Wereld ( Heusden-Zolder)             | 31 januari 2016   | Wout van Aert            | Thalita de Jong      |
| Europa ( Huijbergen)                 | 7 november 2015   | Lars van der Haar        | Sanne Cant           |
| Pan-amerikaans kampioen ( Covington) | 1 november 2015   | Jeremy Powers            | Katherine Compton    |
|                                      |                   |                          |                      |
| Australië                            | 6-8 augustus 2015 | Paul van der Ploeg       | Lisa Jacobs          |
| België                               | 9-10 januari 2016 | Wout van Aert            | Sanne Cant           |
| Canada                               | 24 oktober 2015   | Raphaël Gagné            | Mical Dyck           |
| Denemarken                           | 10 januari 2016   | Simon Andreassen         | Caroline Bohé        |
| Duitsland                            | 9-10 januari 2016 | Philipp Walsleben        | Elisabeth Brandau    |
| Finland                              | 18 oktober 2015   | Sasu Halme               | Susanna Laurila      |
| Frankrijk                            | 9-10 januari 2016 | Francis Mourey           | Caroline Mani        |
| Groot-Brittannië                     | 9-10 januari 2016 | Liam Killeen             | Nikki Harris         |
| Hongarije                            | 10 januari 2016   | Zsolt Búr                | Barbara Benko        |
| Ierland                              | 10 januari 2016   | Rodger Aiken             | Beth McCluskey       |
| IJsland                              | 10 oktober 2015   | Ingvar Ómarsson          |                      |
| Italië                               | 9-10 januari 2016 | Gioele Bertolini         | Eva Lechner          |
| Japan                                | 6 december 2015   | Yu Takenouchi            | Kiyoka Sakaguchi     |
| Kroatië                              | 23 januari 2016   | Bojan Gunjević           | Gloria Musa          |
| Luxemburg                            | 9-10 januari 2016 | Christian Helmig         | Christine Majerus    |
| Nederland                            | 9-10 januari 2016 | Mathieu van der Poel     | Thalita de Jong      |
| Noorwegen                            | 15 november 2015  | Fredrik Haraldseth       | Elisabeth Sveum      |
| Oostenrijk                           | 10 januari 2016   | Alexander Gehbauer       | Nadja Heigl          |
| Polen                                | 9-10 januari 2016 | Marek Konwa              | Olga Wasiuk          |
| Portugal                             | 10 januari 2016   | Vitor Santos             | Isabel Caetano       |
| Slowakije                            | 5 december 2015   | Martin Haring            | Janka Keseg Števková |
| Spanje                               | 9-10 januari 2016 | Javier Ruiz de Larrinaga | Aida Nuño            |
| Tsjechië                             | 9 januari 2016    | Radomír Šimůnek          | Martina Mikulášková  |
| Verenigde Staten                     | 9-10 januari 2016 | Jeremy Powers            | Katherine Compton    |
| Zweden                               | 24 oktober 2015   | Mathias Wengelin         | Jenny Rissveds       |
| Zwitserland                          | 10 januari 2016   | Lars Förster             | Sina Frei            |

1982-1983 · 
1983-1984 · 
1984-1985 · 
1985-1986 · 
1986-1987 · 
1987-1988 · 
1988-1989 · 
1989-1990 · 
1990-1991 · 
1991-1992 · 
1992-1993 · 
1993-1994 · 
1994-1995 · 
1995-1996 · 
1996-1997 · 
1997-1998 · 
1998-1999 · 
1999-2000 · 
2000-2001 · 
2001-2002 · 
2002-2003 · 
2003-2004 · 
2004-2005 · 
2005-2006 · 
2006-2007 · 
2007-2008 · 
2008-2009 · 
2009-2010 · 
2010-2011 · 
2011-2012 · 
2012-2013 · 
2013-2014 · 
2014-2015 · 
2015-2016 · 
2016-2017 · 
2017-2018 · 
2018-2019 · 
2019-2020 · 
2020-2021 · 
2021-2022 · 
2022-2023 ·
2023-2024 ·
2024-2025
Kampioenschappen:  Wereldkampioenschappen · 
 Europese kampioenschappen · 
 Belgische kampioenschappen · 
 Nederlandse kampioenschappen
Klassementen:  Wereldbeker · 
 Superprestige · 
 Bpost bank trofee · 
 EKZ CrossTour · 
 TOI TOI Cup · 
 Coupe de France
 National Trophy Series · 
 Giro d'Italia Ciclocross
Overig:  Soudal Classics